# Каму, Жак
Жак Каму́ (фр. Jacques Camou; 1 мая 1792, Сарранс, Атлантические Пиренеи — 8 февраля 1868) — французский военачальник. Дивизионный генерал. Сенатор Франции.

## Биография
Военную карьеру начал в 1808 году сержантом егерей в армии Наполеона. Участник Пиренейских и итальянских кампаний. В 1813 году в Иллирии был трижды ранен и взят в плен.
В 1815 году после роспуска французской Императорской армии — в отставке, но в 1817 году вновь поступил на военную службу в звании лейтенанта.
В 1823 году участвовал во французской экспедиции в Испанию. В 1830 году отправлен для покорения Алжира. Получил там звание бригадного генерала (1848). Четыре года спустя повышен до генерал-майора и назначен командиром алжирской дивизии.
Впоследствии Ж. Каму командовал 2-й пехотной дивизией императорской гвардии Франции.

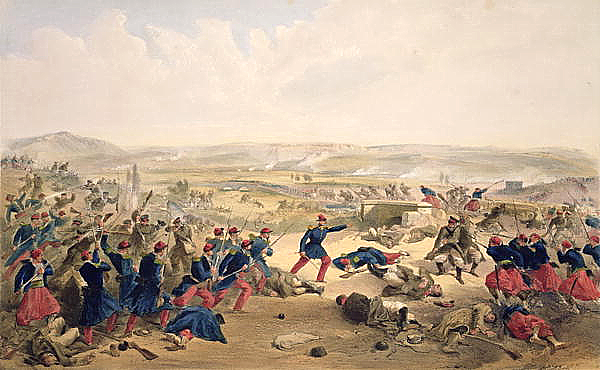
Сражение на Чёрной речке. 16 августа 1855 г.

Участник Крымской войны, в частности, осаждал Севастополь (1854—1855), во главе дивизии сражался при Чёрной речке (1855).
Командовал дивизией в ходе Австро-итало-французской войны в 1859 году.
В декабре 1863 года был избран сенатором Франции.

## Награды
- Кавалер большого креста Ордена Почётного легиона
- Компаньон Ордена Бани (Великобритания)
- Медаль Святой Елены (Франция)
- Памятная медаль итальянской кампании 1859 г. (Франция)
- Крымская медаль (Великобритания)

## Память
- Имя генерала носит улица в Париже — Rue du Général-Camou.